# Barboncito
Barboncito est un chef navajo né en 1820 et mort le 16 mars 1871. En 1846, il est l'un des signataires du traité de Doniphan (en) qui établit des relations de paix avec les États-Unis mais en 1864, les Navajos sont contraints de quitter leurs terres pour se rendre dans l'est du Nouveau-Mexique, épisode que l'on appelle la longue marche des Navajos. En 1868 cependant, il parvient avec d'autres chefs à négocier un traité avec les États-Unis autorisant les Navajos à retourner sur leurs terres ancestrales.